# Threads
Threads [θredz]IPA je sociální síť společnosti Meta Platforms, založená na podobných principech jako síť X, které přímo konkuruje.

## Historie
Služba byla spuštěna v USA a ve Velké Británii 6. července 2023 a za prvních 24 hodin získala 30 milionů uživatelů; V Evropské unii je aplikace dostupná od 14. prosince 2023.